# Henrik Östberg
Henrik Ossian Östberg, född den 30 juli 1859 på Östergården i Brismene socken, Skaraborgs län, död den 23 oktober 1932 i Halmstad, var en svensk skolman. 
Östberg avlade filosofie kandidatexamen i Uppsala 1887 och filosofie licentiatexamen 1894. Han promoverades till filosofie doktor 1899 och var docent i romanska språk vid Uppsala universitet 1899–1907. Östberg blev lektor i engelska och franska vid Halmstads högre allmänna läroverk 1907. Han utgav språkvetenskapliga skrifter. Östberg blev riddare av Nordstjärneorden 1922.
Henrik Östberg var gift med filosofie doktor Gerda Östberg, född Nilsson. Han var svärfar till Johan Melander och Arne Beurling samt far till Olof Östberg. Henrik Östberg vilar på Brismene kyrkogård.